# Вест-Керроллтон (Огайо)
Вест-Керроллтон (англ. West Carrollton) — місто (англ. city) в США, в окрузі Монтгомері штату Огайо. Населення — 13 129 осіб (2020).

## Географія
Вест-Керроллтон розташований за координатами 39°40′11″ пн. ш. 84°15′20″ зх. д. / 39.66972° пн. ш. 84.25556° зх. д. (39.669742, -84.255490).  За даними Бюро перепису населення США в 2010 році місто мало площу 17,24 км², з яких 16,68 км² — суходіл та 0,57 км² — водойми.

## Демографія
Згідно з переписом 2010 року, у місті мешкали 13 143 особи в 5973 домогосподарствах у складі 3378 родин. Густота населення становила 762 особи/км².  Було 6522 помешкання (378/км²).
Расовий склад населення:
| - 86,8 % — білих - 8,9 % — чорних або афроамериканців - 1,1 % — азіатів - 0,3 % — корінних американців |

До двох чи більше рас належало 2,0 %. Частка іспаномовних становила 2,6 % від усіх жителів.
За віковим діапазоном населення розподілялося таким чином: 21,1 % — особи молодші 18 років, 64,4 % — особи у віці 18—64 років, 14,5 % — особи у віці 65 років та старші. Медіана віку мешканця становила 37,5 року. На 100 осіб жіночої статі у місті припадало 93,0 чоловіків;  на 100 жінок у віці від 18 років та старших — 90,2 чоловіків також старших 18 років.
Середній дохід на одне домашнє господарство  становив 46 245 доларів США (медіана — 38 399), а середній дохід на одну сім'ю — 55 713 долари (медіана — 52 209). Медіана доходів становила 40 128 доларів для чоловіків та 31 544 долари для жінок. За межею бідності перебувало 19,3 % осіб, у тому числі 28,0 % дітей у віці до 18 років та 9,9 % осіб у віці 65 років та старших.
Цивільне працевлаштоване населення становило 6544 особи. Основні галузі зайнятості: освіта, охорона здоров'я та соціальна допомога — 18,5 %, виробництво — 17,1 %, роздрібна торгівля — 12,8 %, мистецтво, розваги та відпочинок — 11,2 %.